# Busycotypus plagosus
Busycotypus plagosus is een slakkensoort uit de familie van de Buccinidae. De wetenschappelijke naam van de soort is voor het eerst geldig gepubliceerd in 1862 door Conrad.